# Berga-Wünschendorf
Berga-Wünschendorf ist eine Kleinstadt im Landkreis Greiz im Osten des Freistaates Thüringen, die am 1. Januar 2024 aus dem Zusammenschluss der Stadt Berga/Elster und der Gemeinde Wünschendorf/Elster gegründet wurde. Die Stadt liegt im thüringischen Vogtland.

## Geographie

### Geographische Lage
Die Stadt Berga-Wünschendorf liegt im Südosten Thüringens unweit der Landesgrenze zum Freistaat Sachsen.

### Nachbargemeinden
Angrenzende Gemeinden sind im Norden beginnend und im Uhrzeigersinn die kreisfreie Stadt Gera, Endschütz, Linda b. Weida, Gauern, Seelingstädt, Mohlsdorf-Teichwolframsdorf, Greiz, Langenwetzendorf, Weida, Teichwitz, Harth-Pöllnitz, Crimla und Zedlitz.

### Stadtgliederung

Gliederung der Stadt Berga-Wünschendorf

Räumlich getrennt gehören die 24 Ortsteile Albersdorf, Berga/Elster (mit dem südlich verwachsenen Pöltschen), Clodra, Cronschwitz, Dittersdorf, Eula, Großdraxdorf, Kleinkundorf, Markersdorf, Meilitz, Mildenfurth, Mosen, Obergeißendorf, Pösneck, Tschirma, Untergeißendorf, Untitz, Veitsberg, Wernsdorf, Wolfersdorf, Wünschendorf/Elster, Zickra, Zossen und Zschorta zu Berga-Wünschendorf. 
Zum Stadtgebiet gehört außerdem der frühere Ort und ehemalige Stadtteil Culmitzsch.

## Geschichte
Im Juli 2022 beschlossen die Gemeinderäte von Berga/Elster und Wünschendorf/Elster eine Fusion zur neuen Stadt Berga-Wünschendorf zum 1. Januar 2024. Im November 2023 wurde Kritik an der Fusion laut, da Mitglieder des Wünschendorfer Gemeinderates keine Vorteile durch den Zusammenschluss sahen. Ein Bürgerbegehren gegen die Fusion wurde vom Verwaltungsgericht Gera abgewiesen. Die Gemeinde Wünschendorf/Elster tritt für die Fusion aus der Verwaltungsgemeinschaft Wünschendorf/Elster aus, die ihren ursprünglichen Namen wieder annahm. Der Zusammenschluss wurde im Dezember 2023 mit dem Thüringer Gesetz zur freiwilligen Neugliederung kreisangehöriger Gemeinden im Jahr 2024 beschlossen.

## Politik

### Stadtrat
Die erste Stadtratswahl in der fusionierten Stadt fand am 26. Mai 2024 statt. Bei einer Wahlbeteiligung von 70,5 % wurde wie folgt abgestimmt:
| Wahlvorschlag                                                  | Stimmenanteil | Sitze |
| -------------------------------------------------------------- | ------------- | ----- |
| Freie Wählergemeinschaft Berga/Elster und Ortsteile e.V. (FWG) | 28,5 %        | 6     |
| Christlich Demokratische Union Deutschlands (CDU)              | 17,2 %        | 3     |
| Bürgergemeinschaft Wünschendorf und Ortsteile e.V. (BGW)       | 15,1 %        | 3     |
| Freie Wählergemeinschaft Wünschendorf e.V. (FWG e. V.)         | 13,9 %        | 3     |
| 7 Streiche                                                     | 08,6 %        | 2     |
| Die Linke                                                      | 05,0 %        | 1     |
| Aktiv für Bürger und Kommune (ABK)                             | 08,1 %        | 1     |
| Pro Kommune – Freie Wählergemeinschaft                         | 03,6 %        | 1     |
| Gesamt                                                         | 100 %         | 20    |
| Wahlbeteiligung: 70,5 %                                        |               |       |

### Bürgermeister
Gleichzeitig mit der ersten Stadtratswahl fand am 26. Mai 2024 auch die Bürgermeisterwahl statt. 70,6 % der Stimmberechtigten stimmten über fünf Bewerber ab. Da kein Kandidat die absolute Mehrheit erzielte, fand am 9. Juni ein zweiter Wahlgang statt. In diesem setzte sich Marco Geelhaar (parteilos), zuvor ehrenamtlicher Bürgermeister von Wünschendorf, durch.
| Bewerber         | Vorschlag         | 1. Wahlgang | 1. Wahlgang | Stichwahl | Stichwahl |
| Bewerber         | Vorschlag         | Stimmen     | in %        | Stimmen   | in %      |
| ---------------- | ----------------- | ----------- | ----------- | --------- | --------- |
| Marco Geelhaar   | –                 | 1.189       | 33,5        | 1.791     | 50,3      |
| Grit Reinhardt   | CDU               | 1.015       | 28,6        | 1.767     | 49,7      |
| Sebastian Pieper | FWG e. V.         | 757         | 21,3        |           |           |
| Frank Wöllner    | FWG               | 383         | 10,8        |           |           |
| Mike Görl        | Pro Kommune – FWG | 202         | 5,7         |           |           |
| gültige Stimmen  | gültige Stimmen   | 3546        |             | 3558      |           |
| Wahlbeteiligung  | Wahlbeteiligung   | 3607        | 70,6        | 3650      | 71,5      |

### Wappen
Die neu gegründete Stadt führt derzeit weder Wappen noch Flagge. Das Dienstsiegel der Stadt zeigt das Landeswappen des Freistaates Thüringen mit der Umschrift „Stadt Berga-Wünschendorf“ und „Thüringen“.